# 費聚
費聚（1326年—1390年），字子英，五河（今属安徽）人，明朝开国军事将领。

## 生平
其早年在濠州追随朱元璋。当时定远張家堡有民兵无所属，朱元璋亲自去招降，并留下費聚等候命令，其城堡大将准备投靠别人，費聚会后上报。朱元璋于是派三百人前往，设计活捉其帅，收揽士卒三千人。費聚此后还招降豁鼻山民兵八百人，此后跟随朱元璋攻下靈璧、泗州、滁州、和州等地，升任承信校尉。
当时平定江东、攻克长兴，其跟从耿炳文，抵御张士诚进攻。后援助安豐、攻克武昌。此后改为永興親軍指揮司，仍然跟从耿炳文。张士诚再次进犯，費聚活捉宋興祖并大败。此后跟随大军攻陷淮安、湖州、平江，進指揮使。后汤和征讨方國珍，費聚从水路进攻。浙江东部平定，后从海路攻下福州、延平。此后洪武二年，率领大军攻陷西安，改为西安衛指揮使，晋升都督府僉事。后鎮守平涼，次年封平涼侯。
后来因其在守卫边界无功，后被召还并指责。次年跟随傅友德征讨云南，大战白石江，擒達里麻。后云南平定，直取大理。后平定地方叛乱。十八年为总兵官，指挥丁忠等进攻广南，活捉火立達。洪武二十三年返朝。后因李善長事而被连坐致死，爵位被除。